# Zbigniew Ciaputa
Zbigniew Ciaputa ps. „Ciapek” (ur. 16 lutego 1964 w Chrzanowie) – polski perkusista, kongista i wokalista, od 1987 członek zespołu Sztywny Pal Azji. Jako jedyny obok Jarosława Kisińskiego wziął udział w nagraniu wszystkich albumów. Na płycie Fiss Pink z 2012 roku znajduje się jego kompozycja pt. "Kwasek".

## Życiorys
W 1983 roku ukończył I Liceum Ogólnokształcące im. Stanisława Staszica w Chrzanowie, gdzie rozpoczął swoją karierę perkusisty, będąc w pierwszej klasie. W 1987 roku rozpoczął współprace z zespołem Sztywny Pal Azji do której zaprosił go Leszek Nowak, którego zna jeszcze z czasów liceum. Z zespołem współpracuje do dziś. Początkowo występował na zmianę z Januszem Dedą, po odejściu Janusza Dedy został jedynym perkusistą.

## Dyskografia[4]
Sztywny Pal Azji
- Europa i Azja (1987)
- Szukam nowego siebie (1989)
- Emocje (1992)
- Dewiacje na wakacje (1993)
- Spotkanie z... (1996)
- Szpal (2001)
- Nieprzemakalni (2006)
- Gwiazdy polskiej muzyki lat 80. (2007)
- Miłość jak dynamit (2008)
- Box 1986-2011 (2011)
- Fiss Pink (2012)
- Kolory muzyki (2013)
- Europa i Azja LIVE (2016)
- Szara (2017)